# Estación del Norte de Oviedo
Estación del Norte de Oviedo vasútállomás Spanyolországban, Oviedo településen.

## Vasútvonalak
Az állomást az alábbi vasútvonalak érintik:
- Venta de Baños-Gijón-vasútvonal
- Oviedo-Valdecilla La Marga-vasútvonal
- Oviedo-Trubia-vasútvonal

## Kapcsolódó állomások
A vasútállomáshoz az alábbi állomások vannak a legközelebb:
- Estación de Llamaquique (Estación de Venta de Baños, Venta de Baños-Gijón-vasútvonal)
- Estación de La Corredoria (Estación de Gijón, Venta de Baños-Gijón-vasútvonal)
- Estación de La Corredoria (Valdecilla-La Marga Station, Oviedo-Valdecilla La Marga-vasútvonal)
- Estación de Vallobín (Trubia train station, Oviedo-Trubia-vasútvonal)